# رومان صالح
رومان صالح (ترکی آذربایجانی: Raman Sergeyeviç Salei؛ زادهٔ ۲۷ فوریهٔ ۱۹۹۴) شناگر پارالمپیکی بلاروسی‌تبار اهل جمهوری آذربایجان است. وی نماینده جمهوری آذربایجان در بازی‌های پارالمپیک تابستانی ۲۰۱۶ در ریو دو ژانیرو و بازی‌های پارالمپیک تابستانی ۲۰۲۰ در توکیو ۳ مدال طلا و ۱ مدال نقره به دست آورد.

## زندگی
رومان صالح در ۲۷ فوریه سال ۱۹۹۴ به دنیا آمد.

## = قهرمانی جهان ۲۰۱۵ و بازی‌های پارالمپیک ۲۰۱۶
رومان صالح در ماده ۵۰ متر آزاد مردان در رقابت‌های پاراشنای جهان ۲۰۱۵ در گلاسگو به مقام دوم رسید. یک سال بعد در ماده ۱۰۰ متر کرال پشت کلاس اس ۱۲ در بازی‌های پارالمپیک تابستانی ۲۰۱۶ ریو دو ژانیرو نیز مدال نقره را به دست آورد. رومان صالح به خاطر عملکردش در این بازی‌ها و سهمش در توسعه ورزش آذربایجان، نشان خدمت به میهن درجه سه را از سوی الهام علی‌اف، رئیس‌جمهور آذربایجان، دریافت کرد.

### قهرمانی جهان ۲۰۱۹ و بازی‌های پارالمپیک ۲۰۲۱
رومان صالح برنده مدال نقره در ماده‌های ۱۰۰ متر کرال پشت کلاس اس ۱۲، ۵۰ متر آزاد دسته اس ۱۲ و ۱۰۰ متر آزاد اس ۱۲ در مسابقات پاراشنا قهرمانی جهان ۲۰۱۹ شد.او این عملکرد را در پارالمپیک تابستانی ۲۰۲۰ در توکیو بهبود بخشید و در هر دو ماده ۱۰۰ متر آزاد اس ۱۲ و ۱۰۰ متر کرال پشت اس ۱۲ موفق شد همه حریفانش را شکست داده و مدال طلا بگیرد.

### بازی‌های پارالمپیک تابستانی ۲۰۲۴
رومان صالح با ثبت زمان ۰۱:۰۰:۶۷ در ماده ۱۰۰ متر کرال پشت اس ۱۲ در بازی‌های پارالمپیک تابستانی ۲۰۲۴ پاریس نیب قهرمان شد. با زمان ۵۳:۶۵ ثانیه در ماده ۱۰۰ متر آزاد مدال برنز را کسب کرد.

## جوایز
بنابر دستور الهام علی‌اف، رئیس‌جمهور آذربایجان، مورخ ۱۰ سپتامبر سال ۲۰۲۴، به رومان صالح و مربی‌اش به خاطر کسب مقام‌های دوم و سوم در بازی‌های پارالمپیک ۲۰۲۴ به ترتیب جایزه‌های ۱۵۰ هزار و ۷۵ هزار منات آذربایجان اهدا شد.
به موجب دیگر حکم هم‌زمان رئیس‌جمهور آذربایجان، از رومان صالح با اعطای نشان برای خدمت به میهن درجه دو تقدیر به عمل آمد.
رئیس‌جمهور آذربایجان طی حکمی دیگری در تاریخ ۶ سپتامبر سال ۲۰۲۱، به رومان صالح در ازای دست‌آوردهای برجسته اش در بازی‌های پارالمپیک تابستانی ۲۰۲۰ و سهمش در پیشرفت ورزش آذربایجان نشان شهرت اعطا کرد.